# Pseudoleucon sorex
Pseudoleucon sorex är en kräftdjursart som beskrevs av John Todd Zimmer 1903. Pseudoleucon sorex ingår i släktet Pseudoleucon och familjen Leuconidae. Inga underarter finns listade i Catalogue of Life.